# Championnats du monde de VTT cross-country éliminatoire
Les championnats du monde de cross-country éliminatoire, officiellement Championnats du Monde Mountain Bike Eliminator UCI, se déroulent chaque année depuis 2012 et sont organisées par l'Union cycliste internationale.

## Évolution du programme
Le cross-country éliminatoire est présent aux mondiaux de VTT entre 2012 et 2015. En 2016, les mondiaux de cross-country et de cross-country éliminatoire sont organisés conjointement, tandis que les autres disciplines (descente, four cross, trial) ont lieu à des dates et des lieux différents.
En 2017 et 2018, les mondiaux de cross-country éliminatoire sont organisés dans le cadre des championnats du monde de cyclisme urbain. Depuis 2019, ils sont organisés indépendamment et disposent donc d'un championnat du monde UCI dédié.

## Éditions
| Année | Pays           | Ville                | Evènement                                         |
| ----- | -------------- | -------------------- | ------------------------------------------------- |
| 2012  | Autriche       | Saalfelden-Leogang   | Championnats du monde de VTT et de trial          |
| 2013  | Afrique du Sud | Pietermaritzburg     | Championnats du monde de VTT et de trial          |
| 2014  | Norvège        | Lillehammer-Hafjell  | Championnats du monde de VTT et de trial          |
| 2015  | Andorre        | Vallnord             | Championnats du monde de VTT et de trial          |
| 2016  | Tchéquie       | Nové Město na Moravě | Championnats du monde de VTT et de trial          |
| 2017  | Chine          | Chengdu              | Championnats du monde de cyclisme urbain          |
| 2018  | Chine          | Chengdu              | Championnats du monde de cyclisme urbain          |
| 2019  | Belgique       | Waregem              | Championnats du monde de cross-country eliminator |
| 2020  | Belgique       | Louvain              | Championnats du monde de cross-country eliminator |
| 2021  | Autriche       | Graz                 | Championnats du monde de cross-country eliminator |
| 2022  | Espagne        | Barcelone            | Championnats du monde de cross-country eliminator |
| 2023  | Indonésie      | Palangkaraya         | Championnats du monde de cross-country eliminator |
| 2024  | Allemagne      | Aalen                | Championnats du monde de cross-country eliminator |
| 2025  | Turquie        | Sakarya              | Championnats du monde de cross-country eliminator |

## Palmarès
- Hommes
- Femmes